# Personenschifffahrt Gebr. Kolb
Die Personenschifffahrt Gebr. Kolb ist ein deutsches Binnenschifffahrtsunternehmen mit Sitz in Briedern. Mit 23 Fahrgastschiffen  und einem Fährbetrieb ist die Reederei Kolb gegenwärtig das bedeutendste Fahrgastunternehmen auf der Mosel und einer der größten Anbieter von Ausflugsfahrten in Deutschland.

## Geschichte

### Gründungsjahre
Das Unternehmen wurde 1921 von Peter Kolb, dem Sohn eines Fährmanns aus Fankel, mit einem Motorboot gegründet. Die Maria, benannt nach seiner Ehefrau, nahm 1924 den Linienverkehr zwischen Cochem, Beilstein und Briedern auf. Als zweites Boot wurde 1934 die Fortuna gekauft und ebenfalls im Linienverkehr sowie für Sonderfahrten eingesetzt. Für Moselfahrten der Deutschen Reichsbahn kam 1937 die Brunhilde, benannt nach der Tochter, zum Einsatz. Die Zeit vor dem Zweiten Weltkrieg war für das noch junge Fahrgastunternehmen durch eine gute Konjunktur geprägt, was dem vermehrten Tourismus auf der Mosel zu verdanken war.

### Kriegswirren
Durch die Kriegswirren kam der Touristenfluss auf der Mosel zum Erliegen und im Verlauf des Zweiten Weltkriegs wurden die drei Motorboote des Unternehmens versenkt. Peter Kolb und sein Sohn Karl Michael konnten die Boote 1945 bergen und nach Trier überführen, wo sie auf einer Werft repariert wurden. Danach wurden die Boote als Schlepper und im Personenverkehr eingesetzt.

### Nachkriegszeit
Der Linienverkehr wurde 1950 wieder aufgenommen. In den Folgejahren konnte die Reederei vom wieder zunehmenden Tourismus an der Mosel profitieren.
Während des Ausbaus der Mosel zur Großschifffahrtsstraße (1958–1964) wurden die Schiffe wieder als Schlepper eingesetzt und die Flotte durch die Schlepper Nikolaus und Bebbi ergänzt. Danach waren die Schiffe für die Personenbeförderung nicht mehr geeignet und der Linienverkehr Cochem ↔ Beilstein und Traben-Trarbach ↔ Bernkastel-Kues wurde deshalb mit zwei gemieteten Fahrgastschiffen betrieben.

### Expansion
Um den gestiegenen Ansprüchen der Fahrgäste gerecht zu werden, wurden in den 1960er Jahren erstmals zwei Neubauten bei einer Kölner Werft in Auftrag gegeben. Sie wurden 1966 als Traben-Trarbach und 1967 als Maria von Beilstein in Dienst gestellt. 1975 wurde die Stadt Zell und 1976 die Moselland erworben.
Das Trierer Rundfahrt-Unternehmen H. Mendgen wurde 1980 mit dem Schiff Zurlauben gekauft und im Sommer ein weiteres Fahrgastschiff mit dem Namen Sankt Michael. Als dritter Neubau wurde 1986 die Wappen von Cochem als neues Flaggschiff in Dienst gestellt. In den folgenden Jahren wurden weitere Schiffe gekauft (siehe Flottenliste).
Seit 1999 gehört auch das Cochemer Rundfahrt-Unternehmen Rudolf Botsch GmbH mit den beiden Schiffen Undine und Undine II zur Flotte der Gebrüder Kolb.
Mit der Übernahme der Reeser Personenschifffahrt bietet die Reederei seit 2016 auch Rundfahrten auf dem Niederrhein mit den Schiffen Stadt Rees und Germania an.

## Flotte
Die Flotte umfasst 23 Fahrgastschiffe und die verpachtete Autofähre St. Josef in Beilstein.
| Name                                                 | Baujahr | Länge   | Passagiere | Reedereizugehörigkeit | Bild |
| ---------------------------------------------------- | ------- | ------- | ---------- | --------------------- | ---- |
| Berlin                                               | 1959    | 35,30 m | 250        | seit 2013             |      |
| Eurostrand Leiwen (ex-Luxemburg)                     | 1955    | 32,52 m | 250        | seit 1988             |      |
| Germania                                             | 1978    | 64,00 m | 800        | seit 2018             |      |
| Gräfin Loretta                                       | 1929    | 41,80 m | 250        | seit 1993             |      |
| Maria von Beilstein                                  | 1967    | 32,50 m | 250        | seit 1967             |      |
| Marienburg (ex-Heinz)                                | 1955    | 30,67 m | 125        | seit 2006             |      |
| Moselkönigin (ex-Stadt Vallendar)                    | 1980    | 37,04 m | 400        | seit 2013             |      |
| Moselprinzessin (ex-Rheinfels)                       | 1981    | 48,85 m | 400        | seit 2013             |      |
| Mosella (ex-Vater Rhein)                             | 1927    | 46,10 m | 250        | seit 1990             |      |
| Moselland (ex-Neckarperle)                           | 1957    | 26,10 m | 250        | 1975–2018             |      |
| Nikolaus Cusanus (ex-Hanseatic)                      | 1971    | 60,25 m | 600        | seit 2008             |      |
| Romantica                                            | 1977    | 36,16 m | 250        | seit 1992             |      |
| St. Josef (Autofähre)                                | 1949    | 22,40 m | 50         | seit 1980             |      |
| Stadt Bonn (ex-Stadt Mannheim)                       | 1969    | 47,92 m | 450        | seit 1989             |      |
| Stadt Rees (ex-Stadt Basel)                          | 1970    | 43,00 m | 250        | seit 2016             |      |
| Stadt Zell (ex-Filia Rheni)                          | 1930    | 45,10 m | 250        | seit 1976             |      |
| Theodor Heuss                                        | 1960    | 54,00 m | 500        | seit 1995             |      |
| Traben-Trarbach                                      | 1966    | 29,65 m | 250        | seit 1966             |      |
| Treis-Karden (ex-Rheinland)                          | 1970    | 50,85 m | 600        | seit 2004             |      |
| Undine I (ex-Kloster Machern)                        | 1973    | 31,50 m | 250        | seit 1998             |      |
| Undine II                                            | 1988    | 40,07 m | 300        | seit 1998             |      |
| Wappen von Bernkastel (ex-Drachenfels, ex-Vaterland) | 1960    | 33 m    | 250        | seit 1987             |      |
| Wappen von Cochem                                    | 1986    | 59,92 m | 500        | seit 1986             |      |
| Wappen von Trier (ex-Stadt Beuel, ex-Stadt Kehl)     | 1964    | 29,50 m | 250        | seit 1991             |      |

## Linienverkehr
Der Linienverkehr der Reederei ist in verschiedene geographische Bereiche aufgeteilt:
Bereich Cochem
Im Bereich Cochem werden die Fahrgastschiffe Wappen von Cochem, Stadt Bonn, Stadt Zell, Moselprinzessin, Maria von Beilstein und Treis-Karden eingesetzt. Sie bedienen Rundfahrten, Schleusenfahrten nach Beilstein, Fahrten nach Treis-Karden sowie Tagesfahrten nach Zell.
Bereich Bernkastel
Im Bereich Bernkastel werden die Fahrgastschiffe Romantica, Moselkönigin, Nikolaus Cusanus, Mosella, Moselland, Berlin, Theodor Heuss, Gräfin Loretta, Marienburg und Eurostrand Leiwen eingesetzt. Sie bedienen Rundfahrten, Schleusen- und Halbtagesfahrten sowie Tagesfahrten nach Zell.
Bereich Trier
Im Bereich Trier werden die Fahrgastschiffe Wappen von Trier, Undine und Undine II eingesetzt. Sie bedienen Rundfahrten, Fahrten nach Saarburg, Wasserbillig und Neumagen-Dhron sowie Tagesfahrten nach Bernkastel.
Bereich Rhein
Im Bereich Rhein werden die Fahrgastschiffe Stadt Rees und Germania eingesetzt. Sie bedienen Fahrten auf dem Niederrhein ab Rees.
Darüber hinaus werden Sonderfahrten für Schulklassen, Betriebe, Gesellschaften und zu besonderen Anlässen angeboten.